# 4 Pułk Artylerii Fortecznej
Pułk Artylerii Fortecznej Nr 4 (4 FsAR) – pułk artylerii fortecznej cesarskiej i królewskiej Armii.

## Historia pułku
Pułk został utworzony w 1891 roku z połączenia Batalionów Artylerii Fortecznej Nr 9 i 11. Początkowo pułk nosił nazwę wyróżniającą „styryjsko-kraiński”, a w jego skład wchodziły dwa bataliony. Później został utworzony 3. batalion. W latach 1891–1914 komenda pułku oraz podle jej bataliony artylerii fortecznej stacjonowały w twierdzy Pola (niem. Pola). Szefem pułku był marszałek polny Joseph Maria Graf Colloredo-Mels und Wallsee (1735–1818).
W 1914 pułk wchodził w skład 4 Brygady Artylerii Fortecznej należącej do III Korpusu.

## Żołnierze
Komendanci pułku
- płk Joseph Pitsch (1891[1])
- płk Robert Kleinschnitz (1914[2])

Oficerowie
- ppłk Gustaw Kuchinka
- por. rez. Andrzej Prymon
- por. rez. Jan Mieczysław Zborucki